# Mörttjärnen (Älvsby socken, Norrbotten, 730716-172468)
Mörttjärnen är en sjö i Älvsbyns kommun i Norrbotten och ingår i Piteälvens huvudavrinningsområde. Mörttjärnen ligger i Piteälven Natura 2000-område.